# Geopolitical Simulator
Geopolitical Simulator (В Росії та в країнах СНД гра відома як «Вибори-2008. Геополітичний симулятор») — геополітичний симулятор, в якому гравець стоїть в ролі президента держави. В обов'язки гравця входять як вирішування економічних проблем, так і соціальних і воєнних. В режимі одиночної гри можна вибрати вільну гру та розвивати країну за власним бажанням або вибрати готовий сценарій, з визначеними завданнями. В режимі багатокористувацької гри найбільше сил розподіляється на військову стратегію, де все вирішують військові дії.

## Історія створення
Вибори-2008: Геополітичний симулятор розроблений компанією Eversim, яка була створена в 2004 році. Гра була випущена у Франції на початку 2007 року, та присвячена виборам французького президента. Гра отримала позитивні відгуки, а також використовувалась для моделювання різних ситуацій, наприклад, обов'язків кандидатів в президенти.

## Геймплей
Гравцеві надається змога стати правителем однієї з країн. Його завданням є — підвищення ВВП, збільшення і модернізація армії, формування уряду країни, ведення політику, робота з міжнародними організаціями. Всі інші держави, також розвиваються, ведуть дипломатичний переговори і створюють торговельні угоди. Будь-яка велика реформа в країні може призвести, або до підвищення популярності в народі, або до зниження. У грі стаються катаклізми.

### Загальне
На початку гри користувач повинен вибрати державу та персонажа, за якого буде грати. Для кожної держави в грі присутні свої власні реальні особливості, наприклад, в Північній Кореї — тоталітарний режим, в Афганістані знаходиться багато військових баз союзних держав, в Україні — президентська-парламентська влада.
Сама гра являє собою повністю перероблений симулятор сучасного світу: під керівництво гравця потрапляють різні галузі: політика, як зовнішня, так і внутрішня, економіка, навколишнє середовище, армія, наука, культура, релігія тощо. Дії гравця торкнуться не тільки на населення країни, за яку він грає: створення військових баз на кордонах з іншими державами викличе їхнє хвилювання, знищення громадянських свобод викличе негативну реакцію в світовому суспільстві та виключення з різноманітних міждержавних організацій, таких як ООН або СОТ.

### Режими гри
В грі представлені 3 режими:
- «Вільна симуляція», коли у гравця немає ніякої конкретної цілі та нема строку гри (тільки якщо за конституцією обраної країни не обмежена кількість строків президентства). Ціль гри — поліпшення благоустрою населення країни та збільшення впливу на весь світ.
- «Сценарій» і «місії», коли гравцеві видається якась визначена задача в тій чи іншій галузі. Таким завданням може стати проведення потрібного закону, захоплення території чи боротьба з тероризмом.
- «Сутичка» — режим доступний як в одиночній, так і в грі по мережі (до 16 чоловік), акцент ставиться на військові операції, що проходять в реальному часі. Основним завданням є захоплення ворожих територій.

### Дії гравця
В залежності від обраної країни, президент наділений тими чи іншими повноваженнях. В тоталітарних країнах вся влада зосереджена саме в руках президента, а в демократичних для прийняття того чи іншого закону необхідно схвалення парламенту. Всі закони, що виносяться на голосування, впливають на популярність президента, так само, як і його дії. Гравець може проводити зустрічі з видатними особистостями (як з політичними, наприклад, прем'єр-міністром, так і з суспільними, такими як зірки спорту чи культури) та обговорити з ними поточні проблеми, попросити підтримати президента або навіть підкупити співрозмовника.
Від дій гравця залежить відношення до нього народу. Адже серед причин завершення гри (економічних — тотальний дефіцит бюджету, військових — захоплення країни) є варіант вбивства президента незадоволеними людьми або терористичними угрупуваннями.

## Продовження

### Політика 1950
Це сиквел гри «Вибори-2008. Геополітични симулятор». В ньому додано багато нововведень і змін, а головна особливість в тому, що дії розгорнуться в 50-х роках минулого століття, і відповідно, гравець отримує під управління країни, що існували в ті часи. В кінці 2010 розробка проекту була заморожена через технічні труднощі. Реліз гри повинен був відбутися на початку 2012 року на англійській, французькій, італійській, німецькій і російській мові.

### Rulers of Nations: Geo-Political Simulator 2
Rulers of Nations («Правителі Націй») анонсована для PC. Є сиквелом гри «Вибори-2008. Геополітичний симулятор». В ній гравці є лідерами держав, що вирішують такі проблеми, як глобальна фінансова криза, бюджетний дефіцит, Афганістан, Іран, глобальне потепління.
Також в цій грі є мультиплеєр до 16-ти гравців.
Дія гри відбувається на детальній трьовимірній мапі світу, на якій є 192 країни та 8000 міст. У кожної країни є поточні дані по 400 ключевим факторам (економіка, енергія, грошово-кредитний, воєнний і інші фактори), що зроблені згідно з поточними даними від 50 міжнародних організацій, включаючи Організацію Об'єднаних Націй, G20, НАТО, NAFTA та ОПЕК.
Rulers of Nations вийшли на англійській, французькій, німецькій, іспанській, італійській та російській мові.

### Masters of the World: Geo-Political Simulator 3
Гра була анонсована в листопадовому Інформаційному бюлетені під кодовою назвою «GPS-3». Гравцям, що грали в GPS та GPS 2 пропонують пройти опитування [Архівовано 1 грудня 2012 у Wayback Machine.], які б функції вони б додали в гру.
19 грудня 2012 був запущений офіційний сайт [Архівовано 20 липня 2013 у Wayback Machine.] ігри, який містить детальну інформацію про можливості гри, а також скріншоти ігрового процесу.
Французька та англійська версії гри вийшли 8 березня, на німецькій мові гра вийшла 11 квітня, а на іспанській та італійській — 17 Квітня. російською — 24 травня. Дата виходу японської версії невідома.

### Power & Revolution: Geo-Political Simulator 4
Четверта гра в серії, анонсована 18 грудня 2015 року. Реліз відбудеться у часовому проміжку між 15 лютого і 15 березня 2016 року.